# Ngày Baltic của văn hóa Do Thái
Ngày Baltic của văn hóa Do Thái (tiếng Ba Lan: Bałtyckie Dni Kultury Żydowskiej) là một lễ hội văn hóa Do Thái kéo dài hai ngày hàng năm diễn ra tại Gdańsk, Ba Lan vào đầu tháng Sáu. Lễ hội đã được tổ chức từ năm 1999.
Các hoạt động có sẵn trong lễ hội bao gồm các buổi hòa nhạc, hội thảo, bài học tiếng Do Thái, triển lãm, các cuộc họp với các tác giả nổi tiếng và đọc thơ tiếng Do Thái. Lễ hội được tổ chức bởi Tổ chức Văn hóa và Xã hội của người Do Thái ở Ba Lan (Towarzystwo Społeczno-Kulturalne Żydów w Polsce).